# Biblioteca Comunale di Palermo

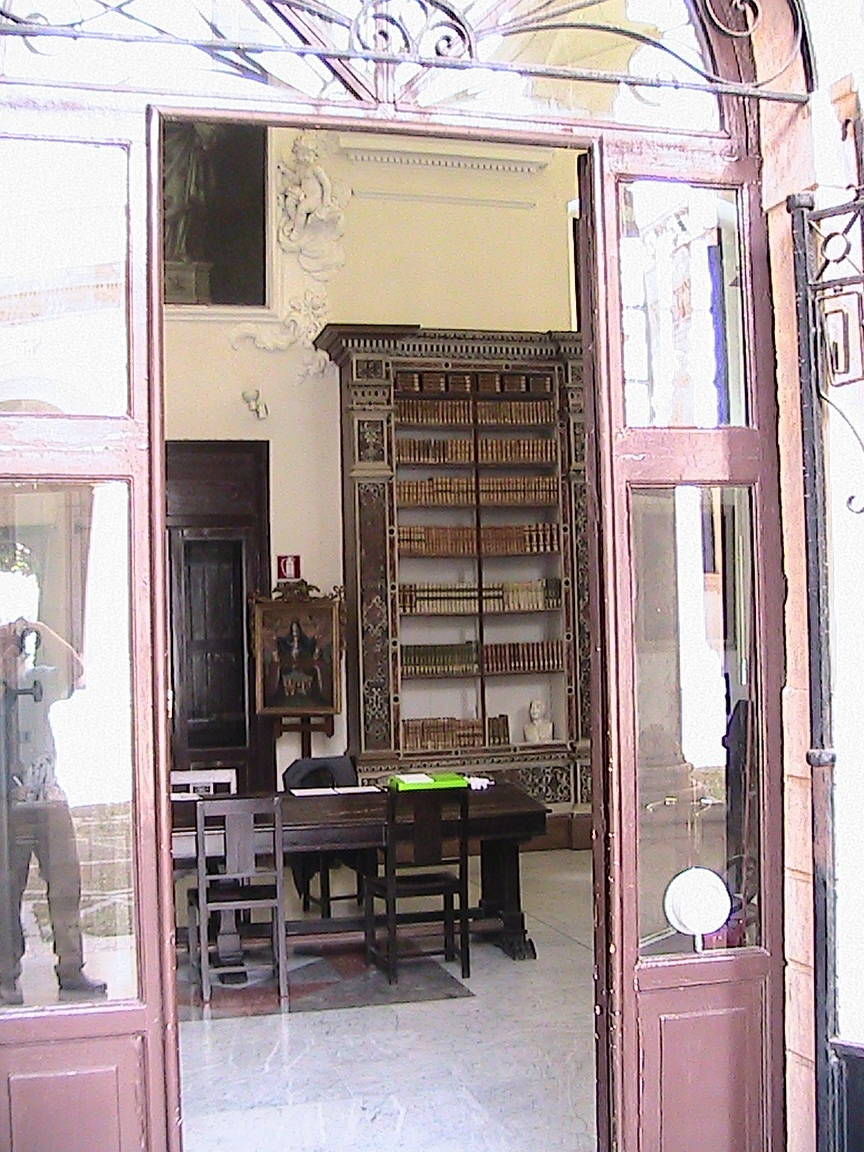
Blick in die Sala Amari, den Lesesaal für Handschriften und seltene Drucke

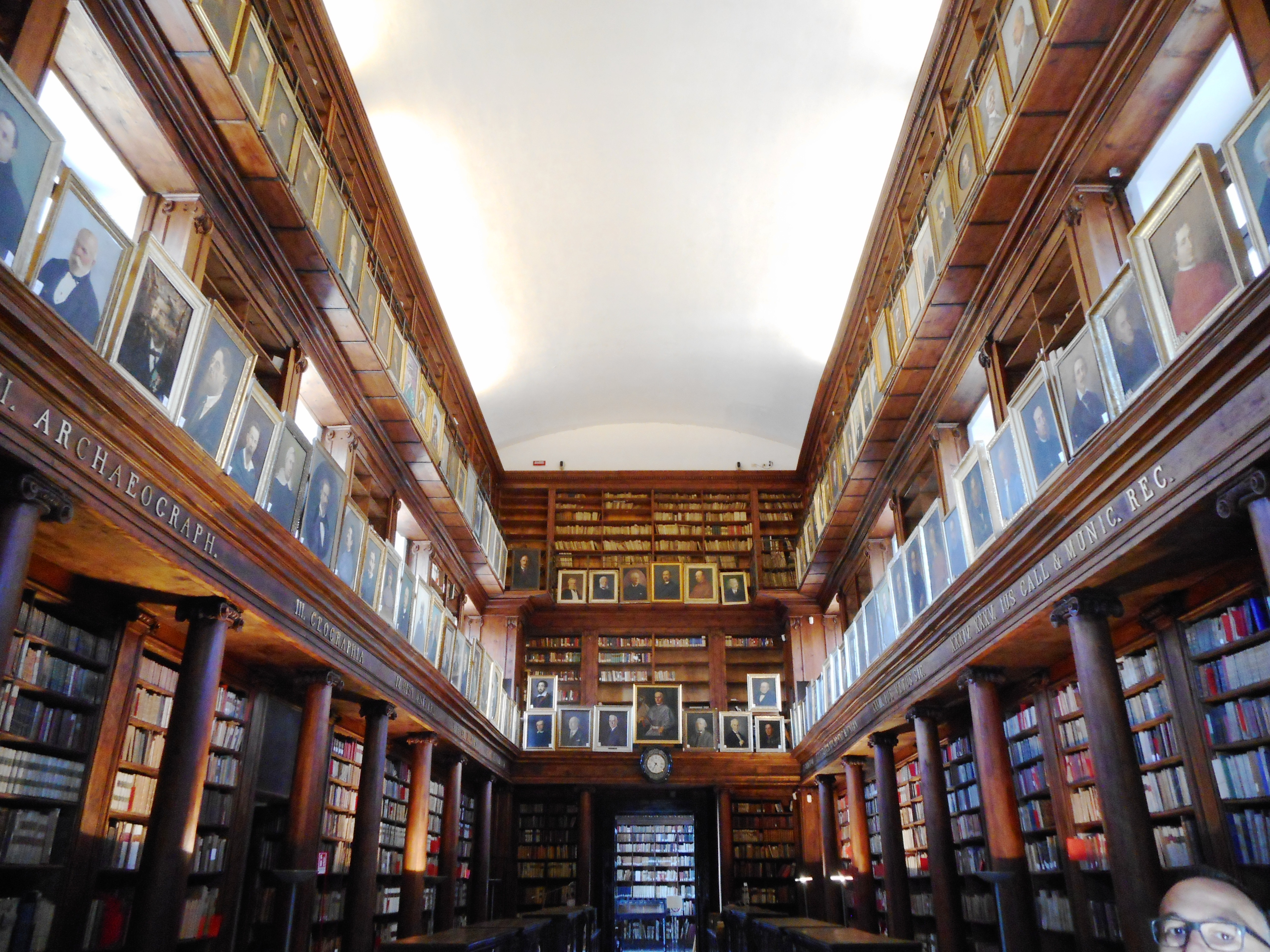
Ein Teil des Famedio

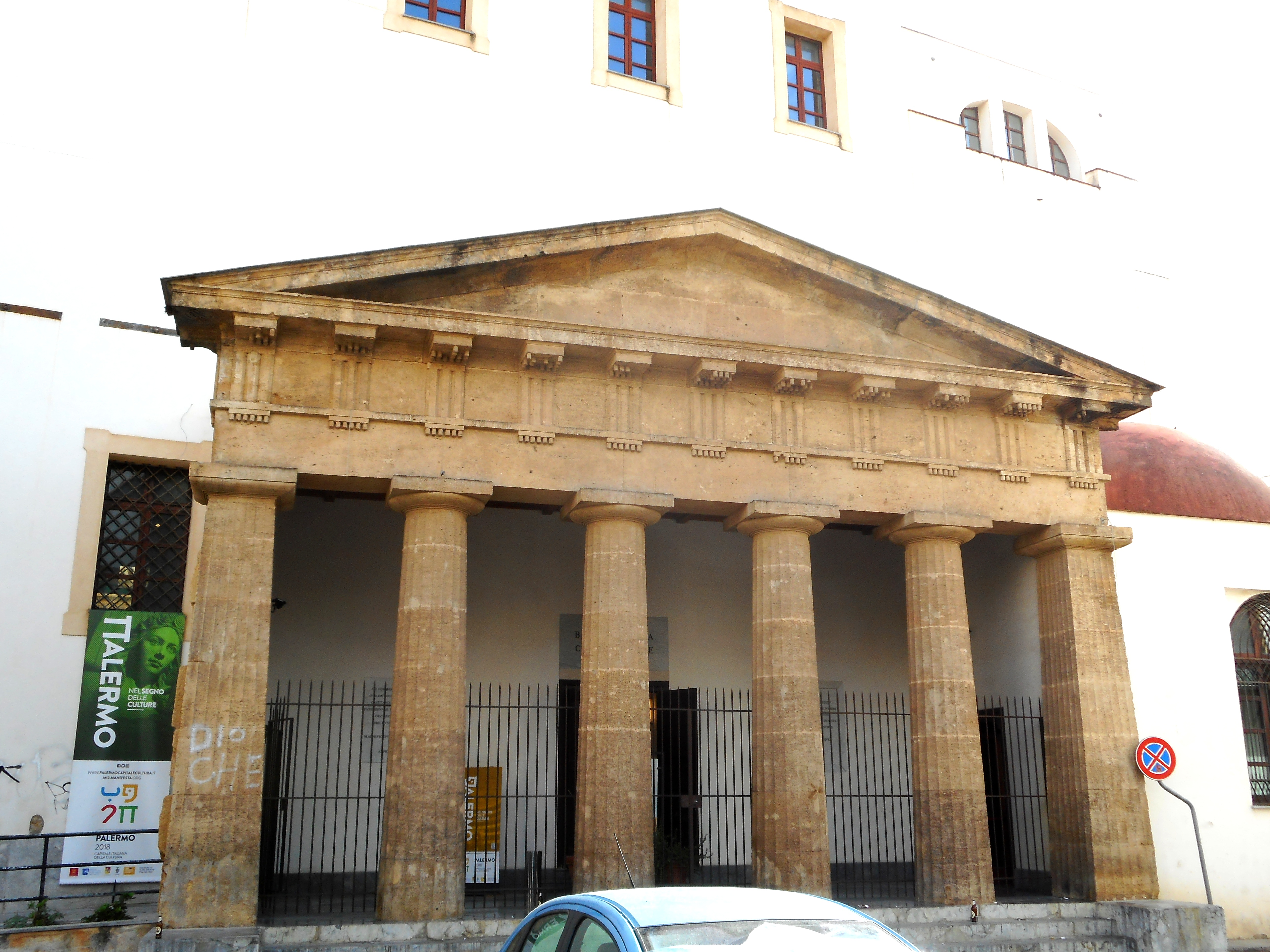
Der Seiteneingang führt zur Bibliothek

Die Biblioteca Comunale di Palermo ist eine wissenschaftliche Allgemeinbibliothek, die als Biblioteca del Senato im Jahre 1760 als öffentliche Bibliothek für die Stadt Palermo gegründet wurde. Die Zielsetzung der Bibliotheksgründung kommt in ihrem lateinischen Motto zum Ausdruck: Ad ornamentum Patriae civiumque suorum utilitatem. Zunächst war die Bibliothek im Palazzo Pretorio untergebracht; bald wurden weitere Räumlichkeiten angemietet. Bei der Ausweisung der Jesuiten aus Palermo 1767 gingen deren Immobilien in staatlichen Besitz über; der Bibliothek wurden daraufhin die Räume in der Casa Professa, dem zur Chiesa del Gesù gehörenden ehemaligen Jesuitenhaus, als Sitz zugewiesen und am 25. April 1775 eingeweiht. Die Biblioteca Comunale ist die älteste noch bestehende Bibliothek in Palermo, da die heutige Biblioteca Centrale della Regione Siciliana als königliche Bibliothek erst 1782 eröffnet wurde. Die Bibliothek der Jesuiten ging nach 1767 nicht an die Comunale, sondern bildete den Grundstock der Sammlungen der Königlichen Bibliothek.
Von besonderer Bedeutung für die Erforschung der sizilianischen Geschichte sind die Handschriften, die vor allem aus Nachlässen von Gelehrten in die Bibliothek gekommen sind. Erwähnenswert sind aber auch mittelalterliche Handschriften wie das Martyrologium der Cappella Palatina aus der ersten Hälfte des 12. Jahrhunderts (Signatur 2 Qq.E.2), das aus dem Besitz des ersten Bibliothekars Domenico Schiavo in die Bibliothek gekommen ist. Unter der Signatur Qq.H.124 wird eine 1492 entstandene Handschrift mit Gesetzestexten für Sizilien aufbewahrt, darunter auch die Konstitutionen von Melfi. Die Handschrift 2 Qq.A.66, um 1300 entstanden, enthält neben der Regula sancti Benedicti und anderen theologischen Texten auch eine Sammlung von Novellen und Mandaten Friedrichs II.
Neben 5.000 Manuskripten besitzt die Bibliothek 1038 Inkunabeln, 6.000 Cinquecentine (Drucke des 16. Jahrhunderts), über 30.000 Bände aus dem 17. und 18. Jahrhundert. 150.000 Bände aus dem 19. Jahrhundert und 133.000 jüngere Bände; insgesamt beläuft sich ihr Bestand auf etwa 370.000 Bände. Dazu kommen 60.000 Briefe von Sizilianern, ein Nummarium (eine Sammlung von über 1000 arabischen Münzen) sowie das Famedio dei Siciliani illustri, 371 Porträts bekannter sizilianischer Persönlichkeiten, die überall in den Räumen der Bibliothek angebracht waren.
Erschlossen wurden die Bestände vor allem durch Gioacchino Di Marzo, der seit 1857 als Bibliothekar in der Biblioteca Comunale wirkte und sie von 1873 bis 1916 auch leitete.
Nach einer längeren Schließung für das Publikum wegen Restaurierungsarbeiten und technischen Verbesserungen ist die Bibliothek seit Februar 2017 wieder für die Benutzung geöffnet.
Am 8. Januar 2020 wurde sie nach dem sizilianischen Schriftsteller Leonardo Sciascia benannt.